# Ptolemaida királynék listája
A ptolemaida királyok általában a feleségeikkel uralkodtak, akik általában közeli családtagjaik voltak. Több királynő gyakorolt királyi hatalmat, köztük a leghíresebb és legsikeresebb VII. Kleopátra volt. Nem minden királyné uralkodott, még ha sorszámmal is látták el később a tudósok; az uralkodó királynők a táblázatban félkövérrel szerepelnek. Több királynő előbb egyik, majd másik testvérével, utóbb fiával, mint névleges társuralkodókkal uralkodott. Az azonos nevű uralkodók azonosítására több számozási rendszer is létezik; az itt használt felsorolás a modern tudósok között a leginkább elterjedt változat.
| Név               | Melléknév           | Élt                  | Uralkodása            | Megjegyzés |
| ----------------- | ------------------- | -------------------- | --------------------- | --- |
| Eurüdiké          |                     |                      |                       | I. Ptolemaiosz első felesége. |
| I. Bereniké       |                     | i. e. 340 k. – 268   |                       | I. Ptolemaiosz második felesége, II. Ptolemaiosz és II. Arszinoé anyja.                                                                 |
| I. Arszinoé       |                     | i. e. 308 – 248 után |                       | II. Ptolemaiosz felesége, III. Ptolemaiosz anyja.                                                                                       |
| II. Arszinoé      | Philadelphia        | i. e. 316 – 268      | i. e. 275 – 268       | II. Ptolemaiosz testvére, felesége és társuralkodója.                                                                                   |
| II. Bereniké      |                     | i. e. 267 – 221      | i. e. 247 körül – 221 | III. Ptolemaiosz felesége és társuralkodója, IV. Ptolemaiosz és III. Arszinoé anyja.                                                    |
| III. Arszinoé     |                     | i. e. 246 – 204      | i. e. 222 – 204       | IV. Ptolemaiosz testvére és felesége, V. Ptolemaiosz anyja.                                                                             |
| I. Kleopátra      | Szüra               | i. e. 204 – 176      | i. e. 204 – 180       | V. Ptolemaiosz felesége, VI. Ptolemaiosz, VII. Ptolemaiosz és II. Kleopátra anyja, régens VI. Ptolemaiosz mellett.                      |
| II. Kleopátra     | Philométor Szoteira | i. e. 184 – 116      | i. e. 142 – 116       | VI. Ptolemaiosz és VIII. Ptolemaiosz testvére, felesége és társuralkodója. VII. Ptolemaiosz és III. Kleopátra anyja.                    |
| III. Kleopátra    | Euergetisz          | i. e. 161 – 101      | i. e. 116 – 101       | VIII. Ptolemaiosz unokahúga, felesége és társuralkodója. IX. Ptolemaiosz, X. Ptolemaiosz, IV. Kleopátra és Kleopátra Szelené anyja.     |
| IV. Kleopátra     |                     | i. e. 138 – 112      | i. e. 116 – 115       | IX. Ptolemaiosz testvére és felesége. Valószínűleg ő volt XII. Ptolemaiosz, III. Bereniké és V. Kleopátra anyja.                        |
| Kleopátra Szelené |                     | i. e. 135/130 – 69   | i. e. 115 – 102       | IX. Ptolemaiosz és X. Ptolemaiosz testvére és felesége.                                                                                 |
| III. Bereniké     | Philopator          | i. e. 114 – 80       | i. e. 81 – 80         | IX. Ptolemaiosz leánya, X. és XI. Ptolemaiosz felesége. Talán V. Kleopátra anyja.                                                       |
| V. Kleopátra      | I. Szeléné          | i. e. 130 – 69       | i. e. 81 – 80         | XII. Ptolemaiosz testvére és felesége, IV. Bereniké és talán VII. Kleopátra, IV. Arszinoé, XIII. Ptolemaiosz és XIV. Ptolemaiosz anyja. |
| VI. Kleopátra     | Trüphaena           | i. e. 95 – 57        | i. e. 58 – 57         | Vagy azonos V. Kleopátrával, vagy XII. Ptolemaiosz leánya. IV. Bereniké társuralkodója.                                                 |
| IV. Bereniké      | Epiphaneia          | i. e. 77 – 55        | i. e. 58 – 55         | XII. Ptolemaiosz leánya. VI. Kleopátra leánya vagy húga.                                                                                |
| IV. Arszinoé      |                     | i. e. 67 – 41        | i. e. 48 – 47         | XII. Ptolemaiosz leánya, ellenkirály VII. Kleopátrával szemben.                                                                         |
| VII. Kleopátra    | Thea Philopator     | i. e. 69 – 30        | i. e. 51 – 30         | XIII. és XIV. Ptolemaiosz testvére és mindkettőjük felesége, XV. Ptolemaiosz (Caesarion) anyja.                                         |

## Fordítás
Ez a szócikk részben vagy egészben  az   Arbre généalogique des Lagides című francia Wikipédia-szócikk fordításán alapul.  Az eredeti cikk szerkesztőit annak laptörténete sorolja fel. Ez a jelzés csupán a megfogalmazás eredetét és a szerzői jogokat jelzi, nem szolgál a cikkben szereplő információk forrásmegjelöléseként.